# Spezialagent Oso
Spezialagent Oso (Originaltitel Special Agent Oso) ist eine Zeichentrickserie von Autor Ford Riley und Regisseur Jamie Mitchell, gedreht ab dem Jahr 2008 in den Vereinigten Staaten. Die Serie wurde im deutschsprachigen Raum zunächst auf Playhouse Disney gesendet. Seit der Einstellung des Senders wird die Serie im Nachfolgesender Disney Junior ausgestrahlt. Im deutschsprachigen Free-TV wird die Serie seit dem 11. Januar 2010 auf Super RTL gezeigt.
Regie führte bis 2011 Jamie Mitchell, seit 2011 Kelly Ward. Hauptdrehbuchautoren der Serie sind Ford Riley und Noelle Wright (2009 bis 2010) sowie Krista Tucker und John Loy (2009 bis 2011). Das Titellied der Serie, wurde für den Daytime Entertainment Emmy in der Kategorie Outstanding Original Song nominiert. Zielgruppe sind Kinder im Alter von zwei bis sieben Jahren.

## Handlung
Die Handlung der einzelnen Folgen orientiert sich eng an einer immer gleich bleibenden Rahmenhandlung.
Zu Beginn jeder Folge absolviert Oso eine Trainingseinheit mit einem seiner Trainer, wobei ihm dieser zunächst genau erklärt, was zu tun ist. Nachdem Oso die Übung begonnen hat, wird auf ein Kind umgeblendet, das in ein alltägliches Problem gerät. Dies wird durch einen Satelliten aufgenommen, der das Problem an Osos Auftraggeber, die Geheimorganisation U.N.I.Q.U.E. (The United Network for the Investigation of Quite Unusual Events, übersetzt Vereinigtes Netzwerk zur Untersuchung ziemlich unüblicher Ereignisse) meldet.
In der Folge wird Oso eingeblendet, der einen Fehler bei der Trainingseinheit macht und dies mit den Worten „Das gehört alles zum Plan – mehr oder weniger“ kommentiert. In diesem Moment geht ein Anruf von Herrn Heimlich ein, der einen „Spezialauftrag“ für Oso hat. Dieser besteht darin, dem Kind bei seiner Alltagsaufgabe zu helfen. Oso fragt das zuschauende Kind, ob es ihm bei der Aufgabe hilft und den Tatzenlotsen, was die drei Schritte zur Lösung der Aufgabe sind. Der Tatzenlotse weist Oso mit dem Lied „Drei kleine Schritte“ (Three little steps) in die Lösung der Aufgabe ein. Oso muss die Aufgabe mit Hilfe verschiedener technischer Hilfsmittel und des Zuschauers lösen. Beim letzten Schritt zählt eine Uhr rückwärts.
Nach der Lösung der Aufgabe kehrt Oso zur Trainingseinheit zurück. Nun löst er sie ohne Probleme, da er während des Spezialauftrags etwas gelernt hat, das ihm bei der Lösung der Trainingsaufgabe hilft. Oso bestätigt dem zuschauenden Kind, das er es ohne seine Hilfe nicht geschafft hätte, dann wiederholt der Tatzenlotse das Lied, diesmal als Bestätigung für den Erfolg. Oso erhält für die Ausführung des Auftrags eine „Spezialauftragsdigimedaille“ von Herrn Heimlich, die er stellvertretend für das zuschauende Kind entgegennimmt, das ihm bei der Lösung des Falles geholfen hat. Zusätzlich erhält er eine Trainingsmedaille für das erfolgreich abgeschlossene Training.

## Figuren

### Hauptfiguren
Oso
Oso, der Protagonist der Serie, ist ein ausgestopfter Panda, der als Agent für die Geheimorganisation U.N.I.Q.U.E. arbeitet, eine Organisation ausgestopfter Tiere, die zum Ziel hat, Kindern bei der Bewältigung von Alltagsaufgaben zu helfen. Zur Lösung seiner Aufgaben stehen ihm diverse Gadgets und Fahrzeuge, etwa Sportwagen oder Helikopter zur Verfügung.

### Nebenfiguren
Dotty (Special Agent Dotty)ist ein orangefarbener Fuchs und einer der Trainer Osos.
Wolfie (Special Agent Wolfie)ist ein blauer Wolf und der andere Trainer Osos.
Tatzenlotse (Paw Pilot)ist Osos elektronischer Assistent und klärt Oso über die drei kleinen Schritte zur Erfüllung seiner Mission auf.
Herr Heimlich (Mr. Dos)ist Osos Auftraggeber. Er tritt nie persönlich, sondern immer über Osos Funk-Armbanduhr in Erscheinung.
R.R. Rapideist Osos Zug. Er spricht mit französischem Akzent.
Buffo (Professor Buffo, ab Staffel 2)ist der Erfinder von Osos Ausrüstungsgegenständen und spricht mit italienischem Akzent.
Musa (ab Staffel 2)ist ein Ninja-Wiesel.

## Synchronisation
Die deutsche Synchronfassung entstand unter der Dialogregie und nach einem Buch von Mario von Jascheroff.
| Rolle               | Originalsprecher      | Deutscher Sprecher |
| ------------------- | --------------------- | ------------------ |
| Spezial Agent Oso   | Sean Astin            | Marius Clarén      |
| Herr Heimlich       | Gary Anthony Williams | Helmut Gauß        |
| Spezial Agent Dotty | Amber Hood            | Cathlen Gawlich    |
| Tatzenlotse         | Meghan Strange        | Jennifer Weiß      |

## Hintergrund
Gemäß Angaben des Senders kam Ford Riley die Idee zu Spezialagent Oso, als er einen James-Bond-Film ansah, sein Sohn dazukam und sofort fasziniert war. Da er den Film im Nachhinein nicht für seinen Sohn geeignet hielt, hatte er die Idee einer Serie für Kinder, die das Agententhema aufgreift, aber dem Alter angemessen ist und keine gefährlichen Situationen enthält. Die Idee der Bewältigung von Alltagsaufgaben kam ihm ebenfalls bei der Beobachtung seiner Kinder.
Die Sendung wird in Doppelfolgen ausgestrahlt, wobei die Titel der einzelnen Folgen an Titel von James-Bond-Filmen angelehnt sind.

## Auszeichnungen
Emmyverleihung
- 2010 – Nominierung in der Kategorie Outstanding Original Song für Special Agent Oso Main Title von Mark Himelstein und Ford Riley

## Episodenliste

### Staffel 1
Die erste Staffel wird in den USA seit dem 4. April 2009 ausgestrahlt, in Deutschland seit dem 13. September 2009.
| Nr. (ges.) | Nr. (St.) | Deutscher Titel                                               | Originaltitel                                               | Erstausstrahlung USA | Deutschsprachige Erstausstrahlung (D) |
| ---------- | --------- | ------------------------------------------------------------- | ----------------------------------------------------------- | -------------------- | ------------------------------------- |
| 1          | 1         | Geburtstagsgrüße für Oma / Goldblume                          | To Grandma with Love / Gold Flower                          | 4. Apr. 2009         | 14. Sep. 2009                         |
| 2          | 2         | Sag niemals nie wieder Zähneputzen / Agentenkleber            | Never Say No Brushing Again / The girl with the golden book | 4. Apr. 2009         | 13. Sep. 2009                         |
| 3          | 3         | Springen und schwingen lassen / In fotografischer Mission     | Live and Jump Rope / A View to a Kitten                     | 5. Apr. 2009         | 13. Sep. 2009                         |
| 4          | 4         | Lizenz zum Ausleihen / Drachenfieber                          | View to a Book / Diamonds Are for Kites                     | 6. Apr. 2009         | 15. Sep. 2009                         |
| 5          | 5         | Der Freund mit dem goldenen Geschenk / Geburtstagsfieber      | The Boy with the Golden Gift / Birthdays Are Forever        | 7. Apr. 2009         | 16. Sep. 2009                         |
| 6          | 6         | Karussell Royal / Laubharker - Streng geheim!                 | Carousel Royale / Leaf Raker                                | 8. Apr. 2009         | 17. Sep. 2009                         |
| 7          | 7         | Grüße aus dem Erdbeerbeet / Wilde Blumen                      | Thunder Berries / Flowers Are Forever                       | 9. Apr. 2009         | 18. Sep. 2009                         |
| 8          | 8         | Käfigdienst für das Kaninchen / Pfannkuchen gibt es nie genug | For Your Nice Bunny / For Pancakes with Love                | 10. Apr. 2009        | 21. Sep. 2009                         |
| 9          | 9         | Lizenz zum Aufräumen / Im Küchendienst ihrer Cousine          | License to Clean / On Her Cousin's Special Salad            | 11. Apr. 2009        | 22. Sep. 2009                         |
| 10         | 10        | Das Versteck-Spiel / Abspülen und trocknen lassen             | Hide Another Day / Live and Let Dry                         | 13. Apr. 2009        | 23. Sep. 2009                         |
| 11         | 11        | Lizenz zum Anziehen / Energie sparen - jetzt erst recht       | License to Dress / Dr. Off                                  | 18. Apr. 2009        | 24. Sep. 2009                         |
| 12         | 12        | Okto-Puzzle / Ein Koffer ist genug                            | Octo-Puzzle / One Suitcase Is Now Enough                    | 25. Apr. 2009        | 25. Sep. 2009                         |
| 13         | 13        | Drei Räder sind nicht genug / Im Angesicht des Lamas          | Three Wheels Are Not Enough / A Zoo to a Thrill             | 2. Mai 2009          | 28. Sep. 2009                         |
| 14         | 14        | Anfeuerball / Lizenz zum Hüftschwung                          | The Girl Who Cheered Me / A License to Twirl                | 16. Mai 2009         | 29. Sep. 2009                         |
| 15         | 15        | Vortragsfieber / Sparschwein Royal                            | For Show and Tell Only/Piggy Bank Royale                    | 23. Mai 2009         | 30. Sep. 2009                         |
| 16         | 16        | In hopsender Mission / Hufeisenwerfen Royal                   | Hopscotch Royale / Goldringer                               | 30. Mai 2009         | 1. Okt. 2009                          |
| 17         | 17        | Der Schein der Taschenlampe / Sandburg Royal                  | The Living Flashlight / Sand Castle Royale                  | 13. Juni 2009        | 2. Okt. 2009                          |
| 18         | 18        | In eisiger Mission / Goldwürmchen                             | License to Chill / GoldenFly                                | 18. Juli 2009        | 5. Okt. 2009                          |
| 19         | 19        | Agentenschleifen / Freunde finden - jetzt erst recht          | Tie Another Day / You Only Start PreSchool Once             | 24. Aug. 2009        | 6. Okt. 2009                          |
| 20         | 20        | Futterball / Mission Schulbus                                 | Goldfeather / Live and Let Ride                             | 26. Sep. 2009        | 7. Okt. 2009                          |
| 21         | 21        | Mission Apfelkuchen / Nur Teller sind nicht genug             | For Your Pies Only / The Plates Are Not Enough              | 7. Nov. 2009         | 13. Feb. 2010                         |
| 22         | 22        | Auf glattem Eis / Eisfinger                                   | For Your Ice Only / Coldfingers                             | 5. Dez. 2009         | 24. Dez. 2009                         |
| 23         | 23        | Valentinsgrüße für Papi / Seifenblasen                        | Nobody Draws It Better / Thunderbubble                      | 30. Jan. 2010        | 24. Juni 2010                         |
| 24         | 24        | Recyclingfieber / Schaukeltraining                            | Recycling Is Forever / Goldswinger                          | 17. Apr. 2010        | 13. Feb. 2010                         |

### Staffel 2
Die zweite Staffel wird in den USA seit dem 10. Juli 2010 ausgestrahlt, in Deutschland seit dem 20. Februar 2010.
| Nr. (ges.) | Nr. (St.) | Deutscher Titel                                                  | Originaltitel                                                 | Erstausstrahlung USA | Deutschsprachige Erstausstrahlung (D)   |
| ---------- | --------- | ---------------------------------------------------------------- | ------------------------------------------------------------- | -------------------- | --------------------------------------- |
| 25         | 1         | Falten und fliegen lassen / Strandball                           | Another Way to Fly / A View to a Ball                         | 10. Juli 2010        | 21. Februar 2011 / 22. Februar 2011     |
| 26         | 2         | Lizenz zum Fernsteuern / Bettdecke Royale                        | Dr. Go / For Your Bed Only                                    | 17. Juli 2010        | 20. Feb. 2011                           |
| 27         | 3         | Ein Stäbchen ist nicht genug / Basketballfieber                  | From China with Love / Thunderbasket                          | 24. Juli 2010        | 24. Feb. 2011                           |
| 28         | 4         | Goldroller / Der Junge mit den bunten Stiften                    | Goldscooter / The Boy with the Colored Crayons                | 31. Juli 2010        | 25. Februar 2011 / 28. Februar 2011     |
| 29         | 5         | Golffieber / Laubbilder - streng geheim!                         | Goldputter / Live and Leaf Rub                                | 7. Aug. 2010         | 1. März 2011 / 2. März 2011             |
| 30         | 6         | Dr. Saft / Lizenz zum Nasenputzen                                | Dr. Juice / For Your Nose Only                                | 14. Aug. 2010        | 3. März 2011 / 4. März 2011             |
| 31         | 7         | Der Nachbar mit dem Golden Retriever / Ein Stuhl ist nicht genug | The Man with the Golden Retriever / The Chairs Are Not Enough | 21. Aug. 2010        | 7. März 2011 / 8. März 2011             |
| 32         | 8         | Ein Quantum Sandwich / Muffin Royal                              | Quantum of Sandwich / Thunder Muffin                          | 20. Sep. 2010        | 6. März 2011                            |
| 33         | 9         | Mischen und Malen lassen / Saubere Finger                        | Colors Royale / Cleanfingers                                  | 4. Okt. 2010         | 11. März 2011 / 14. März 2011           |
| 34         | 10        | Im Angesicht des Tigers / Mission Halloween                      | A View to a Mask / Pumpkin Eyes                               | 8. Okt. 2010         | 15. März 2011 / 16. März 2011           |
| 35         | 11        | Ein Festtag ist nicht genug                                      | The Living Holiday Lights                                     | 6. Dez. 2010         | 25. Dez. 2010                           |
| 36         | 12        | Mission Schneeengel / Schneekugel Royal                          | For Angels with Snow / Dr. Snow                               | 13. Dez. 2010        | 17. März 2011 / 18. März 2011           |
| 37         | 13        | Lizenz zum Schlittenfahren / Eine Schneeflocke ist nicht genug   | License to Sled / Snowflakes Are Forever                      | 27. Dez. 2010        | 21. März 2011 / 22. März 2011           |
| 38         | 14        | In werfender Mission / Fangen und Fangen lassen                  | Dr. Throw / Nobody Plays 'It' Better                          | 7. Jan. 2011         | 16. Juli 2011                           |
| 39         | 15        | Ein Quantum Soße / Das Mädchen mit der gefalteten Wäsche         | Quantum of Sauce / The Girl with the Folded Clothes           | 24. Jan. 2011        | 23. Juli 2011                           |
| 40         | 16        | Grüner Daumen Royal / In schlafender Mission                     | Greenfinger / For Sleepy Eyes Only                            | 14. Feb. 2011        | 12. September 2011 / 13. September 2011 |
| 41         | 17        | Kleben und heilen lassen / Goldfisch                             | Live and Let Heal / GoldenFish                                | 23. Feb. 2011        | 14. September 2011 / 15. September 2011 |
| 42         | 18        | Der Mann mit der tierischen Farm / Schnipsfinger                 | On Old MacDonald’s Special Song / Snapfingers                 | 4. Apr. 2011         | 17. Juli 2011                           |
| 43         | 19        | Lizenz zum Bestellen / Ein Quantum Tischmanieren                 | License to Order / Table Manners Are Forever                  | 5. Apr. 2011         | 20. September 2011 / 21. September 2011 |
| 44         | 20        | Verlieren und wiederfinden lassen / Im Dienst der Wahrheit       | Lost and Get Found / A View to the Truth                      | 6. Apr. 2011         | 16. September 2011 / 19. September 2011 |
| 45         | 21        | Im Angesicht des Feueralarms / Anschnallfieber                   | A View to a Fire Drill / Thunderbelt                          | 7. Apr. 2011         | 22. September 2011 / 23. September 2011 |
| 46         | 22        | Ein Quantum Sellerie / Trink an einem anderen Tag                | Quantum of Celery / Drink Another Day                         | 8. Apr. 2011         | 26. September 2011 / 27. September 2011 |
| 47         | 23        | In Handabdruck-Mission / Mission Schwebebalken                   | For Your Hands Only / Thunderbeam                             | 6. Mai 2011          | 22. Oktober 2011 / 29. September 2011   |
| 48         | 24        | Im Angesicht des Tores / Fege an einem anderen Tag               | A View to a Goal / Sweep Another Day                          | 13. Juni 2011        | 30. September 2011 / 3. Oktober 2011    |
| 49         | 25        | -Stopptanz Royal/ Der Junge mit dem Pappkartonhaus               | Freeze Dance Royale / The Boy with the Cardboard Fort         | 12. Aug. 2011        | -                                       |
| 50         | 26        | -Die Freundschaft stirbt nie/ Lizenz für die Vorschule           | Best Friends Are Forever / For School Days Only               | 2. Sep. 2011         | -                                       |
| 51         | 27        | -Tamales, die ich liebe/ Pinata Royale                           | For Tamales with Love / Pinata Royale                         | 15. Sep. 2011        | -                                       |
| 52         | 28        | -Sockenpuppe Royal/ Kostüm Royal                                 | Sock Puppet Royale / Costume of Solace                        | 7. Okt. 2011         | -                                       |

### Nicht zu einer Staffel gehörende Folgen
| Nr. (ges.) | Nr. (St.) | Deutscher Titel            | Originaltitel                                | Erstausstrahlung USA | Deutschsprachige Erstausstrahlung (D) |
| ---------- | --------- | -------------------------- | -------------------------------------------- | -------------------- | ------------------------------------- |
| 53         | 0         | Ein Ei ist nicht genug / ? | Dye Another Egg / Dr. Skip                   | -                    | 28. Sep. 2011                         |
| 54         | 0         | -                          | The Girl Who Cheered Me / A License to Twirl | 22. März 2011        | -                                     |
| 55         | 0         | -                          | A View to a Mask                             | 9. Okt. 2011         | -                                     |